# Edina Gallovits-Hall
Klaudia Edina Gallovits-Hall (solteira: Gallovits, nascida em 10 de dezembro de 1984) é uma ex-tenista profissional norte-americana e nascida romena. Os rankings mais altos atingidos foram em 2008: o 54 de simples, em 28 de abril, 63 de duplas, 6 de abril. Possui três títulos de duplas no circuito WTA.

## Vida pessaoal
Casou-se com o ténico americano e empresário Bryce Hall em novembro de 2010. Passou a usar o novo nome no Australian Open de 2011. Seu pai representou a Romênia nos Jogos Olímpicos de Verão de 1980, disputando o Pentatlo Moderno. Sua irmã jogou tênis pela Universidade Estadual da Flórida.

## Carreira
Em junho de 2007, chegou à final do evento inaurural do WTA de Barcelona.
Em fevereiro de 2010, conquistou o primeiro título de WTA nas duplas do WTA de Bogotá. O segundo, na mesma categoria, veio em setembro, pelo WTA de Cantão.
Em 2011, defendeu o título de Bogotá, desta vez com a parceria da espanhola Anabel Medina Garrigues.
No US Open de 2015, disputou a última partida da carreira: foi derrotada na primeira fase do qualificatório, em três sets, pela japonesa Mayo Hibi.
Não houve uma formalização da aposentadoria, mas pelo perfil pessoal de Instagram, denomina-se ex-tenista, além de técnica em Aspen, nos Estados Unidos.

## Finais

### Circuito WTA

#### Simples: 1 (1 vice)
| Status              | V–D                 | Torneio                          | Categoria          | Adversária          | Resultado |
| Data                | Data                | Cidade/país                      | Piso               | Adversária          | Resultado |
| ------------------- | ------------------- | -------------------------------- | ------------------ | ------------------- | --------- |
| Vice (0–1) Jun 2007 | Vice (0–1) Jun 2007 | Barcelona KIA Barcelona, Espanha | WTA Tier IV saibro | Meghann Shaughnessy | 3–6, 2–6  |

#### Duplas: 4 (3 títulos, 1 vice)
| Status                | V–D                   | Torneio                                                             | Categoria                | Parceira                | Adversárias                      | Resultado         |
| Data                  | Data                  | Cidade/país                                                         | Piso                     | Parceira                | Adversárias                      | Resultado         |
| --------------------- | --------------------- | ------------------------------------------------------------------- | ------------------------ | ----------------------- | -------------------------------- | ----------------- |
| Campeã (3–1) Fev 2011 | Campeã (3–1) Fev 2011 | Copa BBVA Colsanitas Bogotá, Colômbia                               | WTA International saibro | Anabel Medina Garrigues | Sharon Fichman Laura Pous Tió    | 2–6, 7–66, [11–9] |
| Campeã (2–1) Set 2010 | Campeã (2–1) Set 2010 | Landsky Lighting Guangzhou International Women's Open Cantão, China | WTA International duro   | Sania Mirza             | Han Xinyun Liu Wanting           | 7–5, 6–3          |
| Campeã (1–1) Fev 2010 | Campeã (1–1) Fev 2010 | Copa BBVA Colsanitas Bogotá, Colômbia                               | WTA International saibro | Gisela Dulko            | Olga Savchuk Anastasiya Yakimova | 6–2, 7–66         |
| Vice (0–1) Abr 2008   | Vice (0–1) Abr 2008   | Family Circle Cup Charleston, Estados Unidos                        | WTA Tier I saibro (v)    | Olga Govortsova         | Katarina Srebotnik Ai Sugiyama   | 2–6, 2–6          |